# 丁环硫磷
丁环硫磷是一种有机化合物，化学式为C
6H
12NO
3PS
2，它可用作殺蟲劑和杀线虫剂。它可由N-(二硫代羧基)氨基磷酸二乙酯和二溴甲烷反应制得。